# 戰鬥陀螺
《戰鬥陀螺》（日语：爆転シュート ベイブレード 2002）是玩具公司特佳麗為促銷玩具（陀螺）而誕生的動漫畫作品。規則為需要用意識來操控陀螺的攻擊模式及動向，選手的體能將決定陀螺的能量，持有聖獸者，集中意識可使聖獸出現，一旦注意力分散陀螺轉速會降低，聖獸也將回到核心。

## 原作漫畫
由青木孝夫繪制，由小學館於1999年9月連載至2004年7月完結。香港則於2001年快樂龍別冊《HERO》2月號(創刊號)開始連載，前期故事沒有連載，於中國篇開始連載。後由於快樂龍與HERO合併為雙週刊，爆旋陀螺轉於《快樂龍雙週刊》連載，於2004年第16期結束連載。台灣則由快樂快樂進行連載。
漫畫中以日本名古屋為主角一行人的發跡地，劇情主線大致依進程分為大會篇、白虎族篇、尤里篇、世界大賽篇、伯克篇（演變為第一季劇情）、聖封士篇、賽歐篇（演變為第二季劇情）、新世界大賽預選篇、新世界大賽（第三季劇情）。
和動畫版最決定性不同的地方是「時間」，原作漫畫中世界大賽曾經被伯克組織中斷，後來又再次舉辦，也打散了原BBA隊。因此漫畫版中小龍跟大地擁有冠軍頭銜，小龍也只有「一個」冠軍頭銜。而動畫版中則是一部一年一場世界大賽。在動畫版中，木之宮龍是世界大賽連續三屆冠軍。
啟示:

(1)透過一戰又一次的戰鬥，加以說明團隊合作的重要性(39集VS歐盟隊)
(2)以俄羅斯對戰中美兩國可得結論：人性始終駕馭於科技及自然之上(43集國際表演賽)
(3)孤軍奮戰者勢必嚐得敗果(45集小凱與黑鳳凰戰敗)
(4)過度自信者必逢慘敗(44集小凱VS中國隊)
(5)信心就是希望，不怕處境悽涼，最怕的是連你也放棄希望(51集青龍所言)
(6)人必須走出世界，才能見識更多你所未見的新事物(17集金李VS小雷)
(7)儀器無法預測的東西，就是一個人的潛能(28集麥可VS馬克斯)
(8)盡全力做一件事，才能博得他人尊敬(16集金李VS貓兒對比36集小龍VS強卡魯洛)

### 登場角色

#### 日本隊（BBA隊）
大轉寺會長為參加世界大賽而創立的隊伍，也是日本的代表隊，由在日本國內舉行的戰鬥陀螺錦標賽之前四強選手組成。
木之宮龍
配音：熊井統子（日本）；賀世芳（無印、劇場版）→馮美麗（第二、三季）（台灣）；林丹鳳（TVB）、龍德瓊（第三季，有線兒童台）、周恩恩（VCD版本）（香港）
使用的陀螺：暴旋飞龙（台：龍騎士；港：暴擊青龍) → 龍騎士S(港：暴風戰龍) → 龍騎士F(港：青逆白龍)，聖獸：青龍
參加隊伍：BBA（無印）→BBA木之宮＆水源組（2002）→BBA-REVOLUTION（G）→G-REVOLUTION
本劇中心人物，通稱「小龍」，BBA隊的隊長。自幼喪母，爸爸及哥哥都出國在外，由爺爺獨自一人撫養長大。龍心劍法的唯一傳人，所以其爺爺常逼迫他練劍，但他非常喜愛戰鬥陀螺，且充滿鬥志，個性熱血，正義感強且重友情。曾在俄羅斯莫斯科擔任過中國隊VS美國PPB隊特別交流友誼賽的實況解說。陀螺屬攻擊形，特點是底部平坦，移動速度快，攻擊環多銳角，因此攻擊力很強，但平衡力及持久力卻是一般，值得一提的是，青龍系列的預設迴轉方向與其他系列的陀螺恰巧相反，其方向是左迴旋，其他的則是右迴旋，其目的是吸取對方的迴轉力，必殺技為幻影暴風擊、旋風攻擊、龍騎士颶風。他的成長讓他成了史無前例的三屆世界冠軍，第三季還創立自己的戰鬥陀螺補習班，教導小孩子們如何玩戰鬥陀螺。
金李
配音：久川綾（日本）；詹雅菁（無印、劇場版）→陶敏嫻（第二、三季）（台灣）；雷碧娜（香港）
使用的陀螺：银爪白虎（台：銀牙烈虎S；港：青翼白虎) → 銀牙烈虎F(港：銀牙白虎聖獸)，聖獸：白虎
參加隊伍：BBA（無印）→BBA火渡凱＆金李組（2002）→白虎族（G）→G-REVOLUTION
出身於中國白虎族，全族最優秀的陀螺戰士，外號「中國之星」。為人冷静，重技巧，陀螺主要屬平衡形（曾有一系列屬攻擊形），特點是除了能力平均外，速度非常快，必殺技為白虎爪擊、白虎牙擊。
火渡凱
配音：高乃麗（日本）；錢欣郁（無印、劇場版）→陶敏嫻（第二、三季）（台灣）；沈小蘭（香港）
使用的陀螺：烈焰凤凰（台：烈焰飛鳳S；港：朱雀戰神) → 烈焰飛鳳F(港：火焰朱雀聖獸)，聖獸：朱雀（火鳳凰）
參加隊伍：BBA（無印）→BBA火渡凱＆金李組（2002）→新潮流隊（G）→BEGA（G）→G-REVOLUTION
小龍最初遇到的強敵，暱稱「小凱」，初期為陀螺殺手集團首領，目標為找出擁有聖獸的陀螺，曾一度綁架小喬。與小龍同樣在隔代教養家庭長大，撫養人即是其爺爺，幼時被其爺爺送到伯克組織受訓，因此不帶任何感情。為人不合群，習慣一個人孤軍奮鬥，但看似冷漠的外表下，其實有一顆關愛夥伴的心。陀螺屬平衡形，特點是各方面能力平均（攻擊、防禦和持久），能應付各種情況，必殺技為旋轉火焰爆擊、火焰箭擊、烈焰矢彈、斬炎劍。曾經為了讓自己變得更強而接收渥魯高夫賜給他的暗黑烈焰飛鳳 （聖獸：黑鳳凰，必殺技為暗黑斬炎劍，非一般的戰鬥陀螺，傳說是由怪僧拉斯普欽以煉金術的秘咒打造，此陀螺最終被俄羅斯隊人全體摧毀，寄宿於裡面的聖獸也一併被瓜分給四人），還丟棄了烈焰飛鳳甚至與小龍等人為敵，並企圖奪走他們的聖獸，不過最後在小龍等人的努力下終於被打醒，同時還回到伯克組織發射暗黑烈焰飛鳳破壞組織的所有系統。最後為了能讓小龍戰勝伯克組織的王牌－尤里，親自訓練小龍（途中其他三位隊長：拉魯夫、小雷、麥克也中途加入）。世界大賽結束後，隨著BBA隊的解散就跟小龍回到彼此是勁敵的立場。
於第三季中，為了贏過小龍而投靠尤里等人的新潮流隊，世界大賽結束後卻投靠渥魯高夫的BEGA，可惜在選手預選中慘遭BEGA的王牌：布魯克林擊敗，之後流浪街頭，不過最後重回小龍等人身邊，作為G-REVOLUTION的第四位出場選手，並再次對決布魯克林，且將他徹底擊敗。渥魯高夫的BEGA垮台後，與小龍繼續一直未定勝負的對決，同時所有人都前來觀看，接著以兩人的聖獸作為本劇的完結。
水原麥斯
配音：折笠愛（日本）；王瑞芹（台灣）；陳凱婷（香港）
使用的陀螺：钢刃战龟（台：堅甲戰龜；港：玄武聖獸) → 堅甲戰龜S(港：青銅玄武聖獸) → 堅甲戰龜F(港：天極玄武鋼獸)，聖獸：玄武
參加隊伍：BBA（無印）→BBA木之宮＆水源組（2002）→PPB群星隊（G）→G-REVOLUTION
日美混血兒，因此說話會夾雜英文，個性開朗活潑及熱情。陀螺屬防禦形，特點是攻擊環形狀近似圓形，其有擋開攻擊的能力，其少量尖角可用作反擊之用，而底盤則有鋼珠，迴轉力高時，離心力會使鋼珠向外，增強防禦力，而迴轉力弱時，鋼珠則會集中於中心，增強持久力，必殺技為水擊要塞。
土門喬
配音：桑島法子（日本）；楊凱凱（無印、劇場版）→鄭仁麗（第二、三季）（台灣）；蔡惠萍（香港）
使用的陀螺：，聖獸：巨浪狂蛙
參加隊伍：BBA
小龍最初交到的夥伴，暱稱「小喬」，BBA隊的技術顧問，頭腦派，不擅長對決，但熱衷於陀螺研究，專門協助小龍等人研發新陀螺以及維修內部零件。身上一直隨身攜帶一台具有攝影功能的筆記型電腦，不僅記錄了龐大的陀螺資料，其附加的攝影機還能分析對手的陀螺。在第一季和第三季早期曾有多次對戰，其陀螺是會連續彈跳，增強持久力。
| 次序   | BBA隊  | 中國隊 | 比數 | 結果 |  |  |  |
| 1      | 馬克斯 | 阿高   | 1:2  | 敗北 |  |  |  |
| 2      | 金李   | 貓兒   | 2:1  | 勝利 |  |  |  |
| 3      | 小龍   | 小雷   | 1:1  | 平手 |  |  |  |
| 延長賽 | 金李   | 小雷   | 1:0  | 勝利 |  |  |  |

| 次序 | BBA隊  | PPB隊  | 比數 | 結果 |  |  |  |
| 1    | 小龍   | 史迪夫 | 2:1  | 勝利 |  |  |  |
| 2    | 金李   | 艾迪   | 0:2  | 敗北 |  |  |  |
| 3    | 馬克斯 | 麥克   | 2:1  | 勝利 |  |  |  |

| 次序 | BBA隊 | 歐盟隊 | 比數 | 結果 |  |  |  |
| 1    | 金李  | 奧利維 | 0:0  | 平手 |  |  |  |
| 2    | 小凱  | 喬尼   | 1:0  | 勝利 |  |  |  |
| 3    | 小龍  | 拉魯夫 | 1:0  | 勝利 |  |  |  |

| 次序 | BBA隊 | 俄羅斯隊 | 比數 | 結果 |  |  |  |
| 1    | 小凱  | 賽爾凱   | 0:2  | 敗北 |  |  |  |
| 2    | 金李  | 波里斯   | 2:1  | 勝利 |  |  |  |
| 3    | 小龍  | 尤里     | 2:1  | 勝利 |  |  |  |

##### 其他人物
木之宮龍之介
配音：大塚周夫（日本）；孫中台（無印、劇場版）→官志宏（第二、三季）（台灣）
小龍的爺爺，年輕時受過武士般的訓練，在日本經營劍道場。起初不贊成孫子小龍玩陀螺，但在小龍參加全國大賽後改變他對戰鬥陀螺的看法，並與大轉寺會長結為好友。小龍面對困難時會適時給予意見，情緒上的支持。他對自己的兒子和孫子都相當了解，是個愛家人的好爺爺。因為大轉寺會長的邀請而獨自前往美國尋找小龍，最後為了觀看世界大賽最後決賽也跟著到俄羅斯去。
大轉寺會長
配音：大木民夫（日本）；黃子敬（香港）
本名大轉寺小五郎，日本戰鬥陀螺協會的會長，外觀個性隨和。在日本舉辦戰鬥陀螺錦標賽，尋求四名高手集結成BBA隊以便參加世界大賽，同時也為了對抗火渡宗一郎的陰謀。
木之宮龍也
配音：細井治（日本）；陳欣（香港）
只在第一季登場，小龍的爸爸，於世界各地研究考古學。曾見過渥魯高夫，造訪國際刑警組織時看見渥魯高夫與火渡宗一郎的合影，接著向大轉寺會長立即通報此事並受其之託進而開始調查聖獸之事。BBA隊於歐洲篇時，於旅館接到的錄影帶，內容正是他本人對聖獸的研究最終報告。對當時的BBA隊的隊員對聖獸的力量有了進一步了解。最後也於俄羅斯與小龍會合。
戰鬥陀螺DJ
配音：真殿光昭（日本）；陳欣（香港）
一位熱情洋溢的裁判。從全國大賽至世界大賽，甚至歐洲表演賽、美國慈善賽，都可以看到他的蹤跡。
水原太郎
配音：宇垣秀成（日本）；林保全（香港）
馬克斯的爸爸，是個專業的陀螺零件專家，在日本經營陀螺店。最後受妻子茱蒂之託來到俄羅斯，並與妻子茱蒂及其助手艾美莉、小喬一同強化改造龍騎士。第二季與兒子馬克斯移居美國與妻子茱蒂同住。
木之宮仁
使用陀螺：金剛巨虎
只在第三季登場，小龍的哥哥，長年出國在外，在大轉寺會長的請求下回國，並擔任BBA-REVOLUTION的監督。冷靜睿智，默默關心著戰鬥陀螺界的未來，在幫助BBA獲得第三次世界大賽的冠軍過程中有著不可磨滅的功勞。剛出場時為了打探小龍的實力，隱瞞身份，化名「疾風小迅」。世界大賽結束之後卻跳槽到渥魯高夫的BEGA聯盟擔任教練，其實為的是讓日復一日成長的弟弟小龍培養新的陀螺戰士對手，然而小龍的成長卻出乎他的意料之外。最後在看見小龍與布魯克林的決鬥時獨自一個人默默離去，認為有必要重頭來過的人好像就是自己。
胖雄
與小龍同鎮的業餘陀螺戰士，與小龍間的勝負為十戰全敗。
阿明
與小龍同鎮的業餘陀螺戰士，在某次決鬥中敗給小田。
小田
小凱旗下的陀螺殺手四天王之一，透過比賽來奪取對手的戰鬥陀螺，雖然有著超穩定的底盤，但在小龍研發出龍騎士四倍的迴轉力後仍不敵，接著因敗給小龍，遭小凱以破壞掉其使用的陀螺作為懲罰，並被逐出陀螺殺手集團。之後於日本國內預賽，在陀螺底盤暗藏剪刀破壞所有選手們的陀螺，令小龍震怒，且令小龍要求一對一決鬥，最終小龍以反向發射製造出隱形及旋轉效果破壞掉其剪刀底盤，讓他得知陀螺對自己的重要性，並向小龍坦承認輸。
第三季（G代）時客串登場，成為利克在街頭交手的勁敵。

#### 亞洲預賽
為世界大賽的亞洲區預賽，冠軍可前往美國參加複賽。
會場地點：廣西壯族自治區桂林市

##### 戰情概述
BBA首戰強碰東南亞國家泰國隊，首戰由金李VS阿南達，銀牙烈虎試圖從正面撞擊，但因雅古的防禦力過強未果，金李改採從側翼襲擊得手，雅古撞山並遭崩落巨石掩埋停止旋轉，金李獲勝；第二戰馬克斯碰上威爾多，一開賽泰國隊選手即採用象徵泰國的酷熱艷陽先發制人，利用陀螺高速旋轉原理摩擦生熱（但同時會消耗大量能量）,馬克斯在堅持不懈下，終於待到對手陀螺能量耗盡，發動致命一擊，反敗為勝；第三戰由木之宮龍碰上泰拳武打師父古將，在泰拳不斷從四面八方襲擊下，龍騎士陷入苦戰，最後在小喬建議下，小龍將龍騎士從山崖跳入怒江中，古將的陀螺一如預期追擊而下，小龍趁勢發動旋風攻擊，激起水龍捲將之拋出場外，至此BBA隊三戰大獲全勝。
八強賽BBA隊遇上南亞國家印度隊，由於印度隊三名選手陀螺性質相似，皆以反飛行器設計（增加下沉氣流）為主，故小龍第一戰抓到訣竅後，馬克斯及金李兩人亦效彷其順利得勝，白虎也在此役重回金李懷抱。另一方面，於同一場地競賽的中國隊與蒙古隊，除了阿高因飢餓而無心戀戰導致爆冷落敗外，貓兒和小雷皆順利擊敗對手。
四強賽BBA隊碰上同為南亞國家的馬爾地夫隊，隊上三名選手共用一枚殘破的陀螺，且是因觀光客遺棄而獲得，馬克斯因等待貪睡的小龍和負傷的金李兩人，故設法爭取時間，否則必然迅速得勝，之後的小凱和小龍皆以一瞬間立克對手。
總決賽首戰由馬克斯VS阿高，競技場為中式圓桌，由於競技場外側不斷的旋轉，故馬克斯首戰即誘騙阿高將鋼斧巨熊操縱至外側，待其失去平衡，再猛力一撞順利得勝。然而第二回阿高改變策略，他使用獵鷹式戰法，以空襲的策略順利擊敗馬克斯，第三回鋼斧巨熊火力全開，徹底破壞陀螺競技場外圈，堅甲戰龜遭瓦礫掩埋，首戰由中國隊拔得頭籌；第二戰由金李VS情人貓兒，首戰金李原有一好機會，但他突然想到貓兒無辜可愛的容顏而不忍對其發動攻擊，在一時心軟的情形下，遭貓兒逮到機會以狂貓怒噬擊敗。第二及第三戰，在貓兒的要求下，金李答應全力應戰，並上演了本季最浪漫淒美、感人肺俯的一場陀螺競賽，後兩場金李皆險勝貓兒，BBA順利開胡；第三場由小龍VS小雷，小龍在一時大意之情形下輸掉第一局，第二局他使出上次對上泰國隊古將的手法，讓龍騎士跳進沙地中，引誘小雷的鋼刃雄獅前來發動致命一擊，再趁機以旋風發動反攻，同理可證，小龍順利追平比數。第三戰雙方勢均力敵，故需進行延長賽。金李不顧小喬建議，主動要求上場，小雷則趁此時將對金李離去的不捨及不滿趁機以白虎族的聯合攻擊發洩而出，然而金李用自身實力擊敗了小雷，證明離開白虎族、走出世界為正確的抉擇,小雷戰敗後也承認了這一點，雙方握手言和。

##### 泰國隊
BBA隊於分組預賽遇上的隊伍。
戰場：桂林山水
- 阿南達

擁有的戰鬥陀螺是參考泰國鬼神雅古所設計的，陀螺發動攻擊時會展開3層利刃來攻擊對手，必殺技為雅古神攻。
- 威爾多

擁有的戰鬥陀螺會發出強力熱能攻擊對手，陀螺採用極強的耐熱材料，可承受比一般陀螺100倍的溫度，發出來得熱氣甚是壓過比賽會場的冷氣，讓整個空間充滿灼熱，必殺技為烈火攻擊。
- 古將

泰國隊的隊長。泰式拳擊手，用腳來發射戰鬥陀螺，陀螺底座設有鐵珠增強跳躍力，也可於上方攻擊對手時，增加破壞力，必殺季為泰式武打。

##### 汶萊隊
中國隊於分組預賽遇上的隊伍。
戰場：桂林山水

##### 印度隊
BBA隊於半準決賽遇上的隊伍,三名成員皆由修女組成。
戰場：萬里長城
- 拉修

戰鬥陀螺寬度為最大尺寸（近10公分），攻擊輪盤採飛行翼相反的設計，所以使陀螺有非常穩重的向下力量，並且超越了戰鬥陀螺本身重量的安定性。

##### 馬爾地夫隊
BBA隊於準決賽遇上的隊伍。全隊隊員的戰鬥陀螺都是觀光客來島上丟棄的零件所組成。
戰場：標準競技場
- 伊布拉比爾

因見到馬克斯於比賽時隊友未到場而分心，點醒馬克斯認真應戰，必殺技為潛海攻擊。
- 阿布多爾

在比賽時，遭到小凱瞬間秒殺。

##### 蒙古隊
中國隊於半準決賽遇上的隊伍。
戰場：萬里長城
- 巴多巴耶魯

陀螺於攻擊輪盤內部，底座包上了100%的純羊毛，可以用來吸收對手的衝擊力，決賽中爆冷勝過因飢餓而無心戀戰的阿高,必殺技為純羊毛攻擊。
- 多爾吉

陀螺也是擁有羊毛做為防護的設計，但抵擋不了貓兒的狂貓怒噬。
- 巴爾達

蒙古隊的隊長。陀螺與隊友不同的是沒有羊毛包覆，是攻擊型陀螺，必殺技為蒼狼獠牙。

##### 中國隊
BBA隊對決的第一支隊伍，神秘的陀螺隊，他們以往很少決戰，所以外人並不清楚他們的實力，直至小雷一行人為了取回白虎而參加了亞洲區外圍賽，才慢慢揭開它神秘的面紗。與金李一樣，他們都懂得輕功和陀螺的格鬥技。
戰場：
（一）中式餐桌
（二）紫禁城
（三）敦煌
- 小雷

配音：符爽（無印）→官志宏（第三季）（台灣）
使用的陀螺：鋼刃雄獅 → 鋼刃雄獅2(G)(港：黑獅暴獸)，聖獸：亞洲獅
中國隊的隊長，貓兒的哥哥，是族裡唯一練成族中所有招式的人(包含金李銀牙烈虎絕技─白虎爪擊)，原是金李的好友，但因為金李離去白虎族一直認為他背叛白虎族，所以他憎恨金李。自金李離去後，他一直都想超越金李並奪取他手上的白虎聖獸，但到最後能冰釋前嫌，與金李重新建立關係。另外，在第三輯中，他是金李的主要戰友，他沒有前作的威勢，且容易變得不冷靜，所以他在決鬥時易暴露缺陷。陀螺屬平衡型，實力平均是它強大所在，必殺技為漆黑閃光、暗黑雷。
- 貓兒

配音：楊凱凱（無印）→鄭仁麗（第三季）（台灣）
使用的陀螺：鋼爪狂貓(港：山貓聖獸)，聖獸：荒漠貓
小雷的妹妹，喜歡金李，於第一季16集決賽時曾大膽向金李告白。與對手對戰時習慣以速戰速決的方式取勝，必殺技為狂貓怒噬。
- 阿高

使用的陀螺：鋼斧巨熊(港：雙僕巨熊聖獸)，聖獸：西藏棕熊
身材十分魁武，溫厚老實，一旦認真起來就會展現出強大破壞力，不過受不了食物的誘惑，也因此在半準決賽爆冷門敗給了蒙古隊的巴多巴耶魯選手。必殺技為巨熊鋼斧。
- 奇奇

配音：錢欣郁（無印）→馮美麗（第三季）（台灣）
使用的陀螺：鋼盾飛猴(港：天猿聖獸)，聖獸：猴子
白虎族中年紀最小的成員，身手矯健，喜歡耍小花招陷害人，因其為該隊最弱之選手，因此幾乎無上場紀錄，必殺技為飛猴醉拳攻擊。
- 長老

白虎族的長老，白髮蒼蒼、有著像狐狸的鬍鬚，雖然平時責備小雷和金李切磋陀螺而耽誤正事，但內心卻相當高興兩人相處融洽。金李手上的銀牙烈虎之白虎核心即是他所賜與，金李離開白虎族時，他內心也對金李走出世界的決定也表示認同。

#### 美洲複賽
世界大賽A組的複賽，冠軍將晉級世界大賽決賽。
會場地點：美國拉斯維加斯

##### 戰情概述
首戰由BBA隊出戰中美強敵墨西哥隊，在第一輪競賽，小凱為讓瞧不起她的艾美莉見識自身實力，故要求與金李調換名額，果不其然，小凱以秒殺之姿擊敗防禦型的對手米格爾，讓PPB隊跌破眼鏡，後兩場競賽情境相似，皆由敵隊發動第一輪攻擊後，馬克斯和小龍抓準弱點將其擊敗。
八強賽BBA隊碰上南美勁旅厄瓜多隊，厄瓜多隊之隊員來自於海濱，長期與水生動物為伍，他們不懂得太高超的戰術，也沒有高科技研發的陀螺，卻能讓強敵聞風喪膽，關鍵在於孫子兵法的工於心計。戰鬥陀螺是極需注意力及精神力來進行的運動，一旦思緒遭擾亂，表現也大大扣分。首戰金李VS桑傑可，首先金李透過強大的攻擊力將對手的陀螺彈入夏威夷海域，但他忽略了對方的屬性是水，即便掉進海中依舊能自由運轉，正當金李準備收手時，遭桑傑可從後方發動攻勢，陀螺被撞進海中停止旋轉，首嚐敗果；第二戰馬克思VS費爾南迪那，戰情與金李相似，思緒受對手講故事擾亂，處於被動局面，最後費爾南迪那選擇收手，馬克斯因而勝出；第三戰小龍VS巴爾多羅梅，小龍在受對方激怒後，聽進了長期修行劍道的爺爺的勸導，反敗為勝擊敗巴爾多羅梅，奪下第二勝。
四強賽BBA隊對上另一支南美強敵巴西隊，巴西隊並不像厄瓜多一般工於心計，在陀螺這運動領域也不如他們的足球，故戰情顯的單純許多，馬克斯在理解對手森巴舞者薩爾巴多爾的舞步後，順利閃躲對方攻勢並將其擊敗；第二戰形同陀螺界的F1賽車，金李順利以對手兩倍之速擊敗來自亞馬遜河的專業女釣客芭兒拉，小凱則以秒殺之姿擊敗足球選手瑪利歐。
決賽第一戰，由木之宮龍VS史迪夫，戰場為美國最大城市紐約市。第一回史迪夫為收集新版龍騎士S的資料，放水讓與小龍，第二回史迪夫的空襲狂牛發揮橄欖球員橫衝直撞的蠻力，將龍騎士硬聲彈出場外（觸地得分），第三回小龍運用史達林格勒巷戰的策略，拒絕與空襲狂牛正面對撞，打帶跑的技巧，逐漸激怒史迪夫，後來史迪夫收到茱蒂局長之指示，撞毀所有建築，讓龍騎士失去藏身之處，見戰情危輟之際，顧問小喬提出策略『將龍騎士的攻擊輪盤卡在空襲狂牛的輪盤下方』不做抵抗，順其進退，形同牛仔抓住牛角般，史迪夫見久戰不下，怒氣開始上升，失去了理性判斷力及控制力，小龍抓穩機會發動絕招將之彈出場外，順利奪下一勝。
第二戰金李VS艾迪，他們的戰場的重力僅相當於月球表面，除了特殊設計的陀螺外，任誰也難以順利操控，第一回合空翼毒蝎以寬大輪盤及無重力場地之優勢，輕鬆將銀牙烈虎彈出場外（傳球），第二回合艾迪採用必殺絕技，將毒針刺進白虎體內（灌籃），兩場包含休息不逾4分鐘，PPB順利扳回一城。
第三戰可說是攻守大戰，也是被兩隊認定最懸殊的一戰：馬克斯VS麥克，果不其然，戰場也是麥克熟悉的棒球場，第一回合馬克斯只能懦弱的指揮堅甲戰龜做跑壘的動作，正當他要奔回本壘時，麥克回傳空擊飛鷹至本壘，將其刺殺出局。第二回在小龍的信心喊話下，馬克斯帶著友情和堅毅上場作戰，這回他彈回了空擊飛鷹（擊出安打），擊敗了輕敵的麥克，第三回麥克出動押箱法寶，也就是他的右手應戰，一開始堅甲戰龜被逼到本壘後方的圍牆，但馬克斯在危輟之際發揮了他對媽媽茱蒂局長的愛、對朋友的愛及對自己的信心，以水擊要塞將空擊飛鷹沖至本壘前，堅甲戰龜則立於投手丘上（象徵刺殺出局），贏得美洲複賽冠軍。

#### 總統隊
BBA隊、PPB隊與巴西隊於慈善友誼公開賽對決的隊伍，成員由美國境內頭角崢嶸的三個大人物共組成。
戰場：白宮
- 喬治．史密斯

時任美國總統。
- 泰福．路易斯

美國拳王。
- 凱茜．葛蘿莉亞

好萊塢女星。

##### 墨西哥隊
BBA隊於美洲複賽遇上的隊伍。
戰場：大峽谷
- 米格爾

是一位吉他手。陀螺發射器為吉他，陀螺攻擊輪盤上有吉他的弦，藉此吸收對手的攻擊力。必殺技為死亡弦律，但最終仍不敵烈焰飛鳳的攻勢。
- 貝多羅

是一位職業鬥牛士，陀螺發射器為劍，攻擊輪盤兩側附有利刃，必殺技為鬥牛士攻擊。
- 拉蒙

墨西哥隊的隊長。是位神槍手，陀螺發射器為左輪手槍，必殺技為神槍手攻擊。

##### 厄瓜多爾共和國隊
BBA隊於半準決賽遇上的隊伍，來自厄瓜多境內加拉巴哥群島的選手。PPB隊曾說過最不想遇到的隊伍，全隊隊員於比賽時非常隨性且自然的打法，非常享受與對手比賽的氣氛。還會說陀螺的故事給對手聽，擾亂對手思緒。
戰場：夏威夷海域
- 桑傑可

自稱陀螺是海鬣蜥送給他的，必殺技為大蜥蜴攻擊，同時他也是本季中唯一以無聖獸之姿擊敗持有四聖獸之陀螺戰士的選手。
- 費爾南迪那

自稱陀螺是赤道毛皮海獅送給他的，必殺技為海獅攻擊，能將對手的陀螺像海獅玩球般玩弄對手，對上堅甲戰龜時佔盡優勢，原本被看好能為隊伍取得二連勝，惜他選擇中途收手使馬克斯自動勝出。
- 巴爾多羅梅

自稱陀螺是有一天遇見加拉巴哥象龜被欺負，見義勇為救了象龜後，象龜送他的。

##### 澳洲隊
PPB隊於半準決賽遇上的隊伍。
戰場：標準競技場

##### 多明尼加共和國隊
小龍一行人進行特訓時,大轉寺會長推介的對手。
- 安東尼

多明尼加唯一的代表選手。小龍特訓的主要對象,起初實力與BBA隊相差甚遠,但在小凱調教下,終於如願擊敗小龍。

##### 巴西隊
BBA隊於準決賽遇上的隊伍。
戰場：美國境內環狀高速公路
- 薩爾巴多爾

巴西隊的隊長。是位森巴舞者，人稱舞林之王，陀螺的彈跳力很好，必殺技為飆舞攻擊。
- 芭兒拉

陀螺發射器為釣竿，擁有超長卷尺發射出來的陀螺，速度較一般陀螺快3倍。必殺技為魚餌攻擊、熱帶魚攻擊，陀螺會製造出分身來攻擊對手。
- 瑪利歐‧達西爾巴

為慈善表演賽時，與馬克斯、艾美莉世界明星隊的隊友，在準決賽時遭小凱擊敗。

##### 美國隊（PPB隊）
BBA隊對決的第二支隊伍，由PPB協會ProJect Power of Bayblade所組成，擁有世界數一數二的優良研究設備與陀螺戰士的訓練中心。PPB訓練所有來自國內各地的陀螺戰士，並帶出選手的潛在能力，與獨特的戰鬥風格，來讓選手改變對戰鬥的意義。
戰場:
（一）紐約市
（二）NASA無重力訓練中心
（三）洋基體育場
- 麥克．帕德森（マイケル・ソマーズ）（聲優：山口勝平)

使用的陀螺：空擊飛鷹 → 空擊飛鷹2(G)(港：獵擊神手白頭鷲) ，聖獸：白頭鷹
PPB隊的隊長，擁有棒球專長的陀螺戰士，陀螺發射器為棒球,必殺技為加農巨砲彈(左、右翼)。平常都用左手戰鬥，但在使出全力時，會使用右手。愛自我表現，但同時也很有上進心。
- 艾迪（エディ） （聲優：菅沼久義）

使用的陀螺：空翼毒蠍(港：飛天蠍子聖獸)，聖獸：蠍子
擁有籃球專長的陀螺戰士。陀螺發射器為籃球,其陀螺因攻擊輪盤設計較寬，因此能產生非常安定之向下力量，因此無重量場地對它而言完全無影響,艾迪於美洲大賽決賽第二戰以3分40秒連贏金李兩回合，漂亮奪下勝利。
- 史迪夫（スティーブ）（聲優：鈴村健一）

使用的陀螺：空襲狂牛(港：荒漠狂牛)，聖獸：美洲野牛
擁有美式足球專長的陀螺戰士，陀螺發射器為橄欖球,個性衝動不服輸，容易與他人發生衝突，必殺技為威牛奔騰。
- 艾美莉·華特森（エミリー．ワトソン） （聲優：本間ゆかり（日本）；楊凱凱（無印）→陶敏嫻（第三季）（台灣）

使用的陀螺：空翼神拍(港：巴樂煞星)，聖獸：美洲鱷
水原茱蒂的助手，也是擁有網球專長的陀螺戰士，陀螺發射器為網球拍,身上常帶著電腦紀錄選手資料。同時,她也是本季中唯一一名因年紀過輕,導致專注力、精神力及體力不足,而無法順利召喚出聖獸的陀螺戰士。
- 水原茱蒂（水原ジュディ）（聲優：篠原惠美（無印）→冬馬由美（第二季至第三季）；詹雅菁（無印）（台灣））

馬克斯的母親，因為工作關係待在美國沒和馬克斯同住，原為大學教授，由於其研究能應用在戰鬥陀螺上而受邀成為美國戰鬥陀螺研究局長兼PPB隊的教頭。馬克斯的陀螺堅甲戰龜就是她給的。個性溫柔，看似對馬克斯冷漠,但其實是想訓練馬克斯獨立自主、超越自我。是PPB隊重要的領導人物。最後為阻止伯克組織的陰謀，率領PPB隊研究小組分析調查伯克組織的戰鬥陀螺。

#### 歐洲表演賽
由歐盟隊對上BBA隊的表演性質公開賽。
會場地點：德國柏林

##### 戰情概述
首戰由兩位無淵源的選手金李和奧利維進行對弈，BBA隊雖在聖獸體格及聖獸操縱技巧屈居劣勢，但團結及友情是無可取代的！金李在理解旋擊獨角獸的攻擊模式後，馬上轉守為攻,一路將其逼到了牆角，後來奧利維不認輸的發動絕技旋力衝刺才勉強逼和。第二輪小凱和喬尼再度對決，一開賽烈焰飛鳳又處於劣勢，最後小龍提出建議，即是他在羅馬與強卡魯洛對絕時，將旋力死神帶上天空再重重摔下，小凱於不得已情形下只好如法炮製，最後順利開胡得勝；第三戰亦為宿敵之戰，小龍對上拉魯夫，一開始青龍依舊處於劣勢，後小龍捨身保護青龍使牠免於遭受獅鷲獸的蹂躪時，感動了青龍，在小龍和青龍的全力奮戰下，終於擊敗旋翼鷲獅。

##### 歐盟隊
BBA隊對決的第三支隊伍，由歐洲大賽的前4名選手所組成的菁英隊伍，原本預計前往世界大賽，但4人分別因不想藉助團隊戰力為由，放棄組成歐盟隊參加世界大賽。全隊都是富二代。
戰場：標準競技場
- 拉魯夫‧勇肯斯 （聲優：松田佑貴）

使用的陀螺：旋翼鷲獅(港：飛翼鷹頭獅)，聖獸：獅鷲
歐盟隊的隊長。德國、歐洲戰鬥陀螺大賽的冠軍，他是著名的勇肯斯騎士家族後代。陀螺發射器為歐洲中世紀武器─流星錘。生平信則是從不和失敗的對手再戰。在戰鬥中只信任自己，是他和歐盟隊其他成員所堅持的信仰，也是歐盟隊不參加世界大賽的主因。但這種觀念在與BBA隊戰鬥後徹底瓦解。必殺技為翼風劍舞。
- 喬尼‧馬特雷卡  （聲優：無印→手塚ちはる／GRev→時田光）

使用的陀螺：旋刃火龍(港：烈火飛天聖獸)，聖獸：噴火龍
英國戰鬥陀螺大賽的冠軍，歐洲大賽亞軍，他的出身是與英國王室關係良好的馬特雷卡財團，陀螺發射器為歐洲中世紀武器─戰斧。也是英國女王伊莉莎白二世欽點的陀螺戰士。嘴巴惡毒，堅持獨自一個人的作戰風格。必殺技為爆炎刃舞。所持有的聖獸能口中吐出毒素。初次決鬥時還打敗了小凱。
- 奧利維‧波蘭傑 （聲優：南央美）

使用的陀螺：旋擊獨角獸(港：獨角聖獸)，聖獸：獨角獸
法國戰鬥陀螺大賽的冠軍，必殺技為旋力衝刺,歐洲大賽與強卡魯洛並列季軍，同時他也是巴黎最高級餐廳的少爺。陀螺發射器為歐洲中世紀武器─劍。除了戰鬥陀螺之外，廚藝也是一流的，曾拿過料理冠軍。雖為男性,但卻有著如女性般秀氣及溫柔的特質,平生素好華麗的事物，不論是服裝、戰鬥、眼光都以華麗為標準。
- 強卡魯洛‧德魯那德雷 （聲優：阪口大助）

使用的陀螺：旋力死神(港：飛蜴聖獸)，聖獸：飛龍
義大利戰鬥陀螺大賽的冠軍，歐洲大賽與奧利維並列，他是羅馬戰士德魯那德雷家族的後裔。陀螺發射器為歐洲中世紀防具─盾。喜好女色，常用錢來收服女性。戰鬥陀螺戰鬥技術堪稱一絕。但是所持有的聖獸有兩個頭，生性好鬥，曾經失控到無法處理的場面。必殺技為雙重死亡追擊。

##### WHO隊
曾經在世界大賽的地區預賽敗給歐盟隊的成員，固有「歐洲二軍」之稱，對聖獸充滿仇恨的一群隊伍，同時也是該部唯一一支擁有聖獸卻無任何對決紀錄的隊伍。其聖獸全都是邪惡的聖獸，這是他們的強大意志向老天祈求而來的力量。棲身在陰暗角落，像幽靈一樣神出鬼沒，目標是毀掉世界大賽選手的聖獸，唯有這樣他們才能得救，但在BBA隊與歐盟隊的表演賽結束後，認同小龍把聖獸當成夥伴的想法。

戰場:

(一)國王十字站車庫

(二)艾菲爾鐵塔
- 布拉多

使用的陀螺：血影蝙蝠(港：吸血蝙蝠人)，聖獸：吸血鬼
WHO隊的隊長，來自羅馬尼亞，外號「嗜血如命的黑暗使徒」。曾遭德國冠軍拉魯夫·勇肯斯以旋翼鷲獅擊敗。陀螺底部相當細長，動作如同蝙蝠一般可在牆壁及天花板上行走。
- 哈林古

使用的陀螺：魔影人狼(港：暴力豺狼)，聖獸：狼人
來自羅馬尼亞外西凡尼亞，外號「在月夜裡狂吠的野獸使徒」。曾遭英國冠軍喬尼·馬特雷卡的旋刃火龍擊敗。陀螺以攻擊型為主，不懂任何規則，只憑本能戰鬥。
- 傑伊

使用的陀螺：闇影幽靈(港：長臂暴獸)，聖獸：殭屍
來自澳洲，外號「詛咒人們命運的死亡使徒」。曾遭法國冠軍奧利維·波蘭傑的旋擊獨角獸擊敗，陀螺以攻擊型為主。
- 凱洛那

使用的陀螺：幻影惡魔(港：木乃伊狂徒)，聖獸：木乃伊
來自埃及，外號「呼喚孤魂野鬼的詛咒使徒」。曾遭義大利冠軍強卡魯洛·德魯那德雷的旋力死神擊敗，特點是以繃帶緊緊包圍住對手陀螺及聖獸，使其失去行動力。

#### 國際表演賽
由中、美、俄三國共同舉辦的表演性質公開賽。

會場地點:俄羅斯莫斯科

##### 戰情概述
首戰由PPB隊的史迪夫出戰伊旺，史迪夫採試探戰，但因對手陀螺極速砂蛇移動方式過於敏捷未果(因空襲狂牛僅能以直線攻擊)，後伊旺逮到機會，從後方襲擊空襲狂牛，空襲狂牛出局。第二戰尤里VS艾迪，艾迪採先發制人，但遭極地銀狼核心之潛在力量反彈，宣告出局。第三戰由BBA隊叛逃的小凱出戰PPB隊全員四人，在暗黑烈焰飛鳳強大力量加持下，小凱大獲全勝，並將聖獸全數吸收，讓PPB隊被打得體無完膚。隔日遇上中國隊，一樣由小凱以一打全，值得一提的是：小凱將先前吸收的聖獸召喚出，應戰類似屬性或該聖獸曾擊敗過的陀螺戰士。首戰對上阿高，他召喚出同為重噸位優勢的空襲狂牛；對上貓兒，則以同為敏捷屬性的空翼毒蝎作為應付，全場除了小雷的鋼刃雄獅與空翼神拍打平並輸給空擊飛鷹外，對上其餘兩人他僅召喚一隻聖獸。

#### 俄羅斯決賽
BBA隊和俄羅斯隊的最後總決賽。被DJ稱為世紀大對決，不同於以往的三場決鬥各一個回合，為三場決鬥各三個回合，而且每天只進行一場決鬥，因此這場對決也就持續舉行三天。

會場地點：俄羅斯莫斯科

##### 戰情概述
總決賽第一戰，由火系的小凱和水系的賽爾凱進行雙凱對決，但由於場地（中間及邊緣）有超過九成是由水組成，無疑讓賽爾凱的極海巨鯨佔盡絕對優勢，最後賽爾凱直落二，成功擋下小凱必殺斬炎劍，獲得第一勝。
第二戰由金李對抗波里斯。前場比賽結束後，火渡宗一郎對於小凱不聽自己安排的決定相當氣憤，因此要求渥魯高夫以處刑的方式結束第二天賽程，渥魯高夫乃派出秘密武器波里斯出馬迎戰。開賽後，波里斯旋即露出尖銳的殺氣，他在射擊時故意瞄準石製的陀螺競技場護欄，護欄碎裂後，一顆半個拳頭大小的石塊落入快速轉動的競技場並彈出，不偏不倚命中金李腹部，金李痛苦倒地，第一回合也宣告結束，不過他這樣還算是手下留情，據小凱表示是為了在下一回合要讓金李更痛苦。儘管大家力勸，金李仍堅持為隊上出賽爭取勝利，然而第二回合，波里斯的極空獵鷹刮出鎌風，讓金李陷入如地獄般的痛苦，而且還無法判定犯規，後來因波里斯急於發動攻擊露出破綻，遭金李以白虎牙擊反制成功。第三回合波里斯陷入瘋狂狀態，他拼了死命愈奪取金李的聖獸及性命，金李更一度陷入迴光返照，但後來他意識到白虎還有大家的呼喚，使出全身最後的力量發動白虎牙擊，粉碎了極空獵鷹，將波里斯彈飛昏倒，戰鬥結束後也因體力不支而被送往醫院。
第三戰由小龍對抗尤里，這場戰鬥被DJ喻為流傳後世的光榮戰役，並透過衛星轉播放送到全世界。第一回合，尤里召喚出先前賽爾凱奪來的玄武和火鳳凰，令小龍難以下手，最後在小凱及馬克斯的強力要求下，小龍以一擊二，勝過了尤里。
第二回合，尤里的極地銀狼透過暴風雪創造異變空間，將他和小龍關在一個大冰山內，沒有支持和鼓勵，再加上零下低溫，任誰都會失去戰鬥意志甚至性命，緊接著尤里召喚出先前從中美兩國及自己隊員搶來的聖獸逐一攻擊，青龍遭冰凍，第二回合尤里勝出。第三回合尤里和小龍都展現了超乎常人之意志力，尤里的極地銀狼聚集了伯克先前搶過來的聖獸，為了迎接這場戰鬥全數聚集在陀螺裡，接著其人工聖獸將其餘九隻聖獸全都吞進去，化身為一團能量火球，小龍在至今所結識的陀螺隊伍以及全球各地的陀螺迷加油下，重燃鬥志，青龍感受到小龍的鬥志，使出巨大無比的能量，一次抵過了十隻聖獸的威力，攻進能量球，擊敗極地銀狼，手中的所有聖獸也全數回到主人身邊。

##### 俄羅斯隊
BBA隊最後對決的隊伍，世界大賽B組的冠軍，也是BBA隊於第一季對決的隊伍中實力最強的。於世界大賽最後總決賽前夕所舉辦的國際表演賽展現出前所未有的壓倒性實力，其中小凱還代表俄羅斯隊先後打敗PPB隊與中國隊並把聖獸全部吸收，然而這支隊伍事實上是由小凱的祖父—火渡財團會長火渡宗一郎幕後策劃的。
表面上是為了滿足全世界孩童的陀螺夢而設立的「渥魯高夫修道院」，其實它是以培訓陀螺軍團和研發人工聖獸，並奪取其他聖獸，製造聖獸武器來征服全世界的「伯克組織」。位於俄羅斯的修道院內盡是殺氣重重，不容許有任何失敗否則遭到遺棄。即使是孩童也要不停接受嚴厲的訓練，基於此嚴格的篩選，院內的人都是優秀的陀螺戰士（一位無名小卒足以令當時是國際高手的小龍陷於苦戰），而院內四名高手尤里、波里斯、賽爾凱、伊旺更是精英中的精英，被小凱稱作「終極聖獸獵人」，他們在比賽中從未輸過任何一場，並以很短的時間取勝，當中的尤里更是隊中的王牌！這四名陀螺戰士的陀螺也極為神秘。多場的比賽中，關於陀螺的性能竟一點資料也沒有，原因除了是比賽時間短，也是因為陀螺奇特的構造，運作原理和其他陀螺截然不同，唯一能得知的是他們所使用的陀螺全為渥魯高夫自行發明的。此外，他們還會利用動物來製造人工聖獸並將動物的兇暴性提高到極限，利用聖獸的力量取勝，因此裡面的設備也比美國PPB更先進，特別是人工聖獸研發設備，這是美國PPB絕對沒有的。他們的陀螺發射器是像一支槍。
俄羅斯隊於第三季改稱新潮流隊，所有隊員於第三季中從第一季的失敗中知道戰鬥陀螺的真理，並改邪歸正以及瓦解渥魯高夫的野心，對渥魯高夫早已恨之入骨。

戰場:

(一)黑海沿岸

(二)俄羅斯輪盤

(三)西伯利亞雪地
- 尤里·伊法諾夫

配音：森田樹優（日本）；郭志權（香港）
使用的陀螺：極地銀狼2 → 極地銀狼4(G)(港：飛狼銀白聖獸)，聖獸：北極狼
俄羅斯隊的隊長，是位就像彗星般光芒耀眼的傳說陀螺戰士。陀螺以持久力強見稱，必殺技為極地暴風雪（第三季改為銀狼神攻），發射器為制式手槍。他是一個曾被改造的人，擁有很強的意志力，腦部有晶片控制，目的是要增強他陀螺對戰的能力，腦中的程式控制他的情緒波動。與小龍的對決被戰鬥陀螺DJ稱之為絕對會流傳後世的光榮戰役，而對決實況也在世界各地轉播，令曾經參加過世界大賽的各國隊伍都非常關注。
是了解渥魯高夫為人的角色，於第一季是受渥魯高夫所控制，但於第三季開始反抗渥魯高夫，一心一意只想消滅渥魯高夫的BEGA聯盟，然而卻在BEGA聯盟的競技場慘遭旗下選手－葛倫‧傑徳巴爾特擊敗，之後長期住院。昏過去前夕向小龍道出渥魯高夫的一切，使得小龍下定決心向渥魯高夫挑戰JUSTICE FIVE。
- 波里斯·古氏涅佐夫

使用的陀螺：極空獵鷹2(港：天劍狼鷹)，聖獸：隼
伯克組織的秘密武器。擁有的陀螺可刮出鐮風來攻擊對手，必殺技為極光閃電,發射器為半自動手槍。是個除了毀掉陀螺，也是殺人不眨眼的冷血玩家。於世界大賽最後總決賽不斷的讓金李遭受痛苦，不過最後在金李鍥而不捨的努力下被打敗。
第三季與賽爾凱跟隨尤里對抗渥魯高夫的BEGA聯盟，可惜馬上被旗下選手－葛倫·傑徳巴爾特擊敗。
- 賽爾凱

使用的陀螺：極海巨鯨2(港：海霸戰鯨)，聖獸：抹香鯨
擁有的陀螺有絕對壓制力，即時陀螺掉進水中，仍不減威力，反而增強攻擊力。必殺技為水暴擊（第三季改為曼陀羅攻擊）,發射器為狙擊槍。於世界大賽最後總決賽以陀螺的水之特性連續戰勝小凱兩回合，讓他意外的中箭落馬。
第三季與波里斯跟隨尤里對抗渥魯高夫的BEGA聯盟，可惜馬上被旗下選手－葛倫·傑徳巴爾特擊敗。
- 伊旺·帕伯夫

使用的陀螺：極速砂蛇(港：暴激紫天聖獸)，聖獸：毒蛇
個子細小但能言善辯，有很長的鼻子,發射器為機槍。陀螺能像蛇一樣走動，有很高的靈活性，陀螺各方面能力平均，底部有細小的彈簧，轉動初期為攻擊型，轉速減慢後因彈簧的變化而變成持久型。
第三季沒有出現，只在結尾亮相。漫畫版他被小凱打敗以致沒有參加世界大賽，留守在俄羅斯。
- 桑奇耶夫

使用的陀螺：鬼娃娃兵團
修道院內受訓的眾多小孩之一，生性懦弱膽小，發射器特色為由巨型陀螺在發射過程中逐一分離外殼變成一般尺寸的陀螺，在與小龍的對決中一度佔上風，可惜因參賽經驗不及小龍而敗北，最後被渥魯高夫關入大牢作為懲罰。
- 烏拉吉米魯·渥魯高夫

配音：子安武人（日本）；盧國權（香港）
渥魯高夫修道院長，也是伯克組織兼俄羅斯隊的教頭，火渡宗一郎聖獸武器陰謀的合夥人。被國際刑警組織列為危險份子，目的在於利用全球各地熱愛戰鬥陀螺的孩子們，將他們訓練為只顧勝利而不擇手段的陀螺高手，並在火渡宗一郎巨額金援下非法研發人工聖獸，以便讓火渡宗一郎以聖獸武器稱霸世界。
第三季再度登場，為戰鬥陀螺職業聯盟BEGA的會長。第一季敗給小龍等人之後，被解除了伯克組織的教頭一職。放棄培訓陀螺戰士士兵，改為藉由讓陀螺戰士自由成長稱霸戰鬥陀螺界。
- 火渡宗一郎

配音：石井康嗣（日本）；張炳強（香港）
小凱的爺爺，火渡財團會長，伯克組織的幕後藏鏡人，與大轉寺會長是老朋友。企圖利用孫子小凱及「俄羅斯隊」獲得世上所有聖獸以便稱霸世界，其經濟勢力足以影響全日本，是個野心勃勃的大人物。

### 主題曲
片頭曲
日本版「Fighting Spirits -Song for Beyblade-」
作詞、作曲：山田正人
編曲、主唱：SYSTEM-B
香港版《爆裂旋風》
作曲：丁偉斌
填詞：李峻一
編曲：丁偉斌
主唱：郭富城
導演：鄧雪瑩
片尾曲「CHEER SONG」
作詞、作曲：山田正人
編曲、Vocal：SYSTEM-B

### 各話列表
| 話數 | 日文標題                         | 中文標題                   | 劇本              | 分鏡       | 演出           | 作畫監督                     |
| ---- | -------------------------------- | -------------------------- | ----------------- | ---------- | -------------- | ---------------------------- |
| 1    | 爆転バトル、ゴー・シュート!      | 爆旋戰鬥! GO射擊!          | 大久保智康 李銀美 | 川瀨敏文   | 山本恵         | 秦野好紹 沈相日              |
| 2    | ほえろ青龍!ドラグーン誕生!       | 咆嘯吧青龍!龍騎士誕生      | 大久保智康        | 山本恵     | 高田淳         | 野道佳代 野武洋行            |
| 3    | 新しき友、その名はマックス       | 新朋友，他的名字是馬克斯   | 水上清資          | 高田淳     | 村田雅彥       | 中原清隆                     |
| 4    | 開幕!バトルトーナメント          | 開幕!戰鬥陀螺錦標賽        | 浦畑達彦          | 植田秀仁   | 加藤茂         | タダカズ                     |
| 5    | 激突!マックスVSカイ              | 激戰!馬克斯VS小凱          | 筆安一幸          | 横田和     | 大関雅幸       | 野口木ノ実                   |
| 6    | 吹き荒れろ!ドラグーンストーム    | 襲捲!青龍風暴              | 荒西大介          | 石踊宏     | 山本恵         | 秦野好昭                     |
| 7    | タカオVSカイ宿命の対決           | 小龍VS小凱，宿命的對決     | 浦畑達彦          | 木村真一郎 | はしもとなおと | 猿渡聖加                     |
| 8    | 結成!BBAチーム世界へ             | BBA成軍，向世界出擊!       | 筆安一幸          | 高田淳     | 高田淳         | 野道佳代 野武洋行            |
| 9    | 新たなる聖獣白虎族               | 全新的聖獸，白虎族         | 荒西大介 金祥勳   | 西村純二   | 奥村吉昭       | 権允姫                       |
| 10   | 駆け上がれ!アジア大会!           | 奔向目的地!亞洲大賽        | 大久保智康        | 紅優       | 村田雅彥       | 中原清隆                     |
| 11   | レイ、白虎を失う!                | 金李失去了白虎             | 筆安一幸          | 植田秀仁   | 高田淳         | タダカズ                     |
| 12   | さらばBBAチーム!                 | 再見了!BBA隊!              | 大久保智康        | 大関雅幸   | 大関雅幸       | 野口木ノ実                   |
| 13   | さけべレイ!うなれ白虎!           | 呼嘯吧，金李!咆嘯吧，白虎! | 荒西大介          | 山本恵     | 山本恵         | 秦野好昭                     |
| 14   | 不戦敗?分断のBBAチーム           | 不戰而敗，分散的BBA隊!     | 筆安一幸          | 西村純二   | はしもとなおと | 猿渡聖加                     |
| 15   | 決戦!アジアの頂点をかけて!       | 決戰!踏上亞洲的頂點!       | 大久保智康        | 高田淳     | 高田淳         | 相坂直紀 野武洋行            |
| 16   | 白虎VS山猫                       | 白虎VS山貓                 | 筆安一幸          | 紅優       | 奥村吉昭       | 金俊吾                       |
| 17   | ファイナルバトル!漆黒の稲妻!     | 最後決鬥!漆黑的閃電        | 水上清資          | 川瀬敏文   | 木村隆一       | 苫政三                       |
| 18   | 負けるな!小さなブレーダー        | 不要認輸!小小陀螺戰士      | 大久保智康        | 植田秀仁   | 石田博         | 榎木津礼一 木場終太郎 金俊言 |
| 19   | 上陸、新たな戦場!                | 登陸，全新的戰場           | 水上清資          | 大関雅幸   | 鈴木卓夫       | 武内啓                       |
| 20   | 戦慄のアメリカン・パワー!        | 戰慄的美國威力             | 筆安一幸          | 山本恵     | 山本恵         | 秦野好紹                     |
| 21   | 特訓!新しき力を求めて            | 特訓!追求全新的力量        | 荒西大介          | 西村純二   | 奥村吉昭       | 金俊吾                       |
| 22   | 大統領VS世界選抜!                | 總統VS世界選拔             | 杉原研二          | 高田淳     | 高田淳         | 相坂直紀 野武洋行            |
| 23   | 開幕アメリカ大会!                | 開幕!美國大賽!             | 大久保智康        | 野田作樹   | はしもとなおと | 猿渡聖加                     |
| 24   | アメリカンヒーロー、マイケルの力 | 美國英雄-麥克的力量        | 水上清資          | 木村隆一   | 木村隆一       | 苫政三                       |
| 25   | 準決勝、超高速サーキット!!       | 準決賽!超高速賽車跑道      | 大久保智康        | 越智浩仁   | 鈴木卓夫       | 武内啓                       |
| 26   | 激突!アメリカ大会決勝戦          | 突擊!美國大賽準決賽        | 大久保智康        | 西村純二   | 奥村吉昭       | 権允姫 李炫姃                |
| 27   | 灼熱のスコーピオン!              | 灼熱的空翼毒蠍             | 水上清資          | 原博       | 山本恵         | つばたよしあき               |
| 28   | 決着!アメリカ大会!!              | 決勝負!美國大賽            | 杉原研二          | 紅優       | 木村隆一       | 秦野好紹                     |
| 29   | BBA熱き戦いの軌跡                | BBA隊!激戰的軌跡           | 水上清資          | 川瀬敏文   | 川瀬敏文       | 関崎高明                     |
| 30   | 聖獣を従える者                   | 讓聖獸臣服的少年           | 水上清資          | 沈相日     | 金鎮光         | 朴起徳                       |
| 31   | ヨーロッパ、波乱の旅立ち         | 歐洲，波濤洶湧的旅程       | 大久保智康        | 金京官     | 金紀杜         | 金紀杜                       |
| 32   | 強襲!闇のブレーダー!             | 強襲!黑暗陀螺戰士          | 水上清資          | 李只有     | 金京官         | 才木康寛 関崎高明            |
| 33   | 黒い影の軍団                     | 黑影軍團                   | 筆安一幸          | 沈相日     | 金京官         | 朴起徳                       |
| 34   | 華麗なる聖獣使い                 | 華麗的聖獸主人             | 杉原研二          | 金京官     | 金眞光         | 朴起徳                       |
| 35   | コロッセオの決闘!                | 羅馬競技場的決鬥           | 荒西大介          | 李只有     | 金紀杜         | 金紀杜                       |
| 36   | 倒せ!アンピスバイナ              | 打倒旋力死神               | 大久保智康        | 金京官     | 鈴木卓夫       | 武内啓                       |
| 37   | 女王陛下のブレーダー             | 女王陛下的陀螺戰士         | 水上清資          | 李只有     | 奥村吉昭       | 権允姫 李炫姃                |
| 38   | 結成!最強のユーロチーム          | 組成最強的歐盟隊           | 水上清資          | 石踊宏     | 金京官         | 朴起徳                       |
| 39   | 決めろ!勝利への力                | 激發出勝利的力量           | 大久保智康        | 沈相日     | 金眞光         | 金東俊                       |
| 40   | 決勝の地ロシア                   | 決戰地-俄羅斯              | 筆安一幸          | 高田淳     | 磨積良亜澄     | 猿渡聖加                     |
| 41   | いまわしき記憶の扉               | 不詳的記憶之門             | 水上清資          | 奥村吉昭   | 奥村吉昭       | 権允姫                       |
| 42   | 最強を望む者                     | 立志成為最強的戰士         | 大久保智康        | 山本恵     | 山本恵         | つばたよしあき               |
| 43   | 悪夢のセレモニーマッチ           | 惡夢般的國際表演賽         | 水上清資          | 木村隆一   | 木村隆一       | 秦野好紹                     |
| 44   | さらばカイ!                      | 再見了，小凱               | 荒西大介          | 高田淳     | 鈴木卓夫       | 武内啓                       |
| 45   | バイカル湖の決闘                 | 貝加爾湖的決鬥             | 筆安一幸          | 奥村吉昭   | 金眞光         | 金東俊                       |
| 46   | ボーグ襲来!                      | 伯克的襲擊                 | 水上清資          | 越智浩仁   | 徐東柱         | 朴起徳                       |
| 47   | 再会!ユーロチーム                | 再見!歐洲隊                | 大久保智康        | 木村隆一   | 木村隆一       | つばたよしあき               |
| 48   | カイの選択                       | 小凱的抉擇                 | 大久保智康        | 山本恵     | 山本恵         | 中原清隆                     |
| 49   | 白虎の叫び                       | 白虎的吶喊                 | 水上清資          | 奥村吉昭   | 奥村吉昭       | 権允姫                       |
| 50   | 雪原の黙示録                     | 雪原啟示錄                 | 水上清資          | 紅優       | 木村隆一       | 朴起徳 秦野好紹              |
| 51   | ベイブレードよ、永遠に!          | 永遠的戰鬥陀螺             | 大久保智康        | 川瀬敏文   | 川瀬敏文       | 朴起徳 中原清隆              |

### 播放時間
| 東京電視台系 星期一18：00（2001年1月～2003年12月） | 東京電視台系 星期一18：00（2001年1月～2003年12月） | 東京電視台系 星期一18：00（2001年1月～2003年12月） |
| -------------------------------------------------- | -------------------------------------------------- | -------------------------------------------------- |
|                                                    | 战斗陀螺（系列）                                   |                                                    |
|                                                    | B傳說! 戰鬥彈珠人                                  |                                                    |

| 翡翠台 星期二、四 17:05－17:35 節目 | 翡翠台 星期二、四 17:05－17:35 節目                | 翡翠台 星期二、四 17:05－17:35 節目 |
| ----------------------------------- | -------------------------------------------------- | ----------------------------------- |
|                                     | （第1集－第50集） （2002年3月28日－2002年10月1日） |                                     |
| 超速搖搖                            | 數碼暴龍3馴獸師之王                                |                                     |

## 無敵爆旋陀螺
《無敵爆旋陀螺》是爆旋陀螺系列第二部（2002/V-Force），由日本アニメディア製作，日本由東京電視台播出，香港譯為《爆旋陀螺2》，並於2004年3月15日無綫電視播放。

### 登場人物
木之宮龍
#日本隊（BBA隊）參照。
使用的陀螺：龍騎士V(港：勝利青龍聖獸) → 龍騎士V2(港：勝利青龍聖獸2) 
金李
#日本隊（BBA隊）參照。
使用的陀螺：銀牙烈虎F(港：銀牙白虎聖獸) → 銀牙烈虎V(港：爆裂白虎聖獸) → 銀牙烈虎V2(港：爆裂白虎聖獸2)
火渡凱
#日本隊（BBA隊）參照。
使用的陀螺：烈焰飛鳳F(港：火焰朱雀聖獸) → 烈焰飛鳳V(港：火山朱雀聖獸) → 烈焰飛鳳V2(港：火山朱雀聖獸2)
水原馬克斯
#日本隊（BBA隊）參照。
使用的陀螺：堅甲戰龜F(港：天極玄武鋼獸) → 堅甲戰龜V(港：暗黑玄武聖獸) → 堅甲戰龜V2(港：暗黑玄武聖獸2)
立花宏美
配音：菊池志穗（日本）；陶敏嫻／楊凱凱（劇場版）（台灣）；鄭麗麗（香港）
小龍及小喬的同班同學，也是班上的班長；起初很不瞭解為什麼小龍這麼愛玩陀螺，但看過小龍與敵人的戰鬥和BBA成員之間的對戰後，漸漸地對戰鬥陀螺產生興趣，亦對小龍有好感。
在G版中，似乎變成照顧大家的大姊姊（尤其是對大地），自稱是BBA隊的代表經理（於G版37話中表態）。經常被大地叫做「歐巴桑」。
土門喬
#日本隊（BBA隊）參照。
桂子
小龍及小喬的班導師。

#### 聖封士
目的是封印四聖獸，免被沙卡特博士所利用。以奧士摩為首，奧士摩使用陀螺為疾風勁豹，陀螺為平衡型(疾風勁豹2為防禦型)，原裝疾風勁豹更有磁力系統，方便控制它的走向。其餘的人物包括德南加、瑪麗安和尤斯福。
- 奧薛馬

配音：甲斐田幸（日本）；陸惠玲（香港）
使用的陀螺：烈火黑豹(或譯:疾風勁豹1，聖獸為美洲豹) → 疾風勁豹2  

聖封士首領。來自南美洲，起初想搶奪BBA隊的聖獸,並將其封入石版中,曾兩度贏過小龍,後來在廢棄遊樂園與小龍一行人的決鬥中,認同小龍把聖獸當成夥伴的看法。
- 尤斯夫

配音：松本幸（日本）；袁淑珍／林元春（香港）
使用的陀螺：幻影象獸(或譯:隱流神象/光輝巨象，聖獸為亞洲象)

聖封士成員,來自中國,瑪麗安的弟弟。金李的主要敵手,在遊樂園一戰遭金李擊敗。
- 瑪莉亞姆

配音：小松由佳（日本）；黃麗芳（香港）
使用的陀螺：夾擊巨鯊(或譯:深海神鯊，聖獸為大白鯊')

聖封士成員,來自美國，尤斯福的姐姐。因她和馬克斯的陀螺同為水系,不約而同成了馬克斯的主要對手,在遊樂園一戰遭馬克斯擊敗,隨著數次交手被馬克斯對玄武的愛深深感動，二人似乎帶點情愫。
- 湯卡

配音：高戶靖廣（日本）；鄺樹培（香港）
使用的陀螺：電臂魔猩(或譯:高壓金剛，聖獸為黑猩猩)

聖封士成員。來自非洲，塊頭大,個性衝動易怒,曾兩度與小凱對決,但皆以平手收場,在與被超自然隊控制的小凱學弟南方裕也交戰時慘遭數位聖鳥擊敗,之後成功從金李手中搶走白虎,最後在遊樂園一戰輸給小凱。

#### 02隊 (超自然隊)
一群研究陀螺和聖獸的邪惡科學家，有一種難以想像的高科技，他們有很多工作外人是不懂的，注重陀螺的性能和聖獸的力量多於陀螺手的力量，他們有一群邪惡的小孩，以02隊的身份負責捕捉四聖獸。他們的訓練方式也頗為先進，他們會因陀螺手的實力而個別計劃出訓練程序。他們可以為了成功而不擇手段，是擁有四聖獸的BBA隊的主要敵人。
- 扎卡特

配音：廣田行生（日本）；陳曙光（香港）
02隊的策劃人，多次利用高科技(包括磁力系統、數碼聖獸和石板聖獸)嘗試捕捉四聖獸(青龍、朱雀、白虎和玄武)，希望利用四聖獸的力量令死去的兒子，ZO復活，便培育ZO的弟弟賽歐，以獲得奪取四聖獸的力量。
- 謝奧 (ZO)

配音：柳井久代（日本）；區瑞華（香港）
使用的陀螺：賽洛尼克斯(虛無凌莉) → 紫魔聖獸(地獄三頭犬)
第32話登場，作為謎之少年，待人有禮。
成為BBA隊的第五名成員，直至第41話突然分手，並且成為本輯最終反派。陀螺亦改用從石板解封的最強聖獸「火辣地獄三頭犬」。
原作與動畫版設定差異極大。動畫版其實是機器人(漫畫版只是弟弟)，被父親扎卡特用以奪取四聖獸，使他變成真正的人(使雷昂/尼奧復活) ，在成為人類與及友情之間飽受掙扎，於世界大賽中擊敗奧士摩、馬克斯和小凱，並奪取BBA隊的兩隻聖獸。
- Dr.K

配音：池田輝（日本）；梁少霞（香港）
超自然隊的女性幹員,外貌清秀但野心頗大。從美國研究中心竊取藏有聖獸力量的石版,帶回日本讓沙卡特博士進行研究,後想破壞金格與小龍的決鬥(奪取青龍)未果。
- 參謀 (外國版角色名字：Dan)

超自然隊的男性幹員,棕色頭髮及肩，後來跟隨K博士一起脫離扎卡特，並招攬天皇、天后。
- 基迪奧

配音：松山鷹志（日本）
超自然隊首領,暗中策劃秘密組織分析陀螺戰士屬性,以進行奪取四聖獸的計畫,最後遭戰鬥高塔的瓦礫堆掩埋。實際上只是扎卡特的代理人。
- B博士

禿頭地中海，基德翁的手下,發明出數位聖獸挑戰小龍一行人,最後在與基德翁的衝突中誤觸高壓屏幕身亡。
- 肥

兩兄弟，穿著西裝，02隊的特工。
- 瘦

兩兄弟，穿著西裝，02隊的特工。
數碼四聖獸持有者

四位成員本性良善，遊歷世界各地修煉戰鬥陀螺，並對小龍爺爺有過深重的救命之恩，惜受基德翁陀螺組織的控制而黑化，在最後的戰鬥中為小龍一行人所擊敗，並確切領悟到戰鬥陀螺的真諦。
- 山下基爾(ケイン　やました)

配音：泰勇気（日本）
使用的陀螺：超時空龍騎士(含數位青龍聖獸)
初登場時在河邊與小龍戰成平局。小龍於最終戰所碰上的對手，聖獸為數位青龍，戰鬥陀螺構造類似空擊飛鷹，底部裝有彈簧，遇到攻擊便啟動彈跳攻擊機制。
另譯山下凱恩。
- 沙理瑪

配音：池田ひかる（日本）
使用的陀螺：超時空銀牙烈虎(含數位白虎聖獸)
溫柔女生，與金李似乎互有好感。
金李於第二戰所碰上的對手，加拿大華人，聖獸為數位白虎，在暴走塔一役敗給金李後醒悟，與可爾其回到故鄉擔任戰鬥陀螺老師。
- 高祺(ゴウキ)

配音：藤原泰浩（日本）
使用的陀螺：超時空烈焰飛鳳(含數位鳳凰聖獸)
小凱於第三戰所碰上的對手，為聖獸為數位朱雀，在暴走塔一役敗給小凱後醒悟，並與莎莉曼一同回到加拿大任教。
- 占姆

使用的陀螺：超時空堅甲戰龜(含數位玄武聖獸)
馬克斯於首戰所碰上的對手，聖獸為數位玄武。
 配件獵人 
- 金格(KING 港譯-天皇)

使用的陀螺：埃利厄爾(或譯:石版魔羊2)(含聖獸)
以卑鄙手段破壞對手陀螺，並沒收對方的零件為樂。
世界大賽前夕被K博士、參謀的02隊分支所招攬合作。
石版魔羊2底盤為攻擊&防禦的交換設計，能夠切換2種模式。
世界大賽中因體驗到戰鬥的真諦而選擇堂堂正正決鬥，結果雖敗給木之宮龍但仍感到欣慰無比。
- 葵瑩(QUEEN 港譯-天后)

使用的陀螺：加百列奧(或譯:巨角牡羊2)(含聖獸)
以卑鄙手段破壞對手陀螺，並沒收對方的零件為樂。
世界大賽前夕被K博士、參謀的02隊分支所招攬合作。
巨角牡羊2在卡通最後決賽中勢如破竹,先在場外與金格聯手擊敗了小凱、凱恩和吉姆等強將,在半準決賽與同夥金格共同擊敗瑪麗安姐弟並奪取攻擊輪盤。在準決賽與馬克斯的競賽中,因裝有違規的攻擊刀片，破壞遊戲平衡，自身陀螺反而無法承受自體崩解。
其他成員
- 毒蛇

超自然隊隊員，在某次戰鬥中遭小龍擊敗。
- 大力魯

超自然隊隊員，在某次戰鬥中遭小龍擊敗。
- 卡利

超自然隊隊員，聖獸為數位太龍，在某場業餘競賽中大顯神威，但終究難以徹底駕馭聖獸。
- 南裕也

超自然隊隊員，亦為小凱學弟，相當景仰小凱並以他為效法對象，因向小凱拜師慘遭拒絕而轉投超自然隊，聖獸為擬真火鳳凰的數位聖鳥，在某次戰鬥中以壓倒性的氣勢擊敗德南加的高壓金剛，但也因精神力難以駕馭聖獸而在戰鬥後死於小凱懷中。
- 霍克斯

超自然隊隊員，在某次交手時遭金李擊敗。聖獸為狐狸。
- 奈特

超自然隊隊員，其聖獸鐮刀鼬鼠能製造出跟極空獵鷹一樣的鐮風，一度讓小凱陷入苦戰，但最後仍遭小凱逆轉。
- 丹尼斯

超自然隊隊員，在某次交手時遭馬克斯與瑪麗安聯手擊敗。聖獸為暴龍。
- 丹尼

超自然隊隊員，在某次交手中遭金李及賽歐聯手擊敗。聖獸為烏賊。
- 格魯德

使用的陀螺：石板雙頭獸(含聖獸)
同為石板中協調出來的封印聖獸，威力僅次於紫魔聖獸，於第2部動畫中最後決賽敗給小龍。
半準決賽

#### 桑奇司兄弟隊
來自南美洲的隊伍,由桑奇司和馬希斯兩人組成,擅長以節奏操控戰鬥陀螺,在預賽遭小凱及金李擊敗。
| 次序 | 聖封士隊 | 超自然隊 | 比數 |
| ---- | -------- | -------- | ---- |
|      |          |          |      |
| 1    | 德南加   | 格魯德   | 0:1  |
| 2    | 奧士摩   | 賽歐     | 0:1  |

| 次序 | BBA隊 | 桑奇司兄弟隊 | 比數 |
| ---- | ----- | ------------ | ---- |
|      |       |              |      |
| 1    | 金李  | 桑奇司       | 1:0  |
| 2    | 小凱  | 馬希斯       | 1:0  |

| 次序 | BBA隊  | 凱恩&吉姆組合 | 比數                  |
| ---- | ------ | ------------- | --------------------- |
|      |        |               |                       |
| 1    | 小龍   | 凱恩          | 凱恩&吉姆組合宣布棄權 |
| 2    | 馬克思 | 吉姆          | 凱恩&吉姆組合宣布棄權 |

| 次序 | 零件獵人 | 聖封士隊 | 比數 |  |  |  |  |
| 1    | 葵瑩     | 瑪麗安   | 1:0  |  |  |  |  |
| 2    | 金格     | 尤思福   | 1:0  |  |  |  |  |

準決賽
| 次序 | 超自然隊 | BBA隊 | 比數 |  |  |  |  |
| 1    | 格魯德   | 金李  | 0:0  |  |  |  |  |
| 2    | 賽歐     | 小凱  | 1:0  |  |  |  |  |

| 次序 | 零件獵人 | BBA隊  | 比數 |  |  |  |  |
| 1    | 葵瑩     | 馬克斯 | 0:1  |  |  |  |  |
| 2    | 金格     | 小龍   | 0:1  |  |  |  |  |

決賽
| 次序 | 超自然隊 | BBA隊  |     |  |  |  |
| 1    | 格魯德   | 小龍   | 0:1 |  |  |  |
| 2    | 賽歐     | 馬克斯 | 1:0 |  |  |  |
| 3    | 賽歐     | 小龍   | 0:1 |  |  |  |

### 主題曲
片頭曲
「OFF THE CHAIN」　（使用話数：第1話 - 第21話）
作詞・作曲 - VERBAL、Giorgio
編曲 - Giorgio、Cancemi
主唱：TOSS & TURN
「ジェット（噴射）」（使用話數：第22話－最終話）
填詞：森浩美、現王園崇
作曲：AKIHIDE
編曲：FAIRY FORE&明石昌夫
主唱：FAIRY FORE
香港區粵語片頭曲
「下一轉再見」（使用話數：第1話－第51話）
填詞：林若寧
作曲、編曲：林潤明
主唱：方力申
片尾曲
「URBAN LOVE」（使用話數：第1話－第21話）
填詞：Shiori、Giorgio
作曲、編曲：Giorgio、Cancemi
主唱：Shiori
「What's the answer?」（使用話數：第22話－最終話）
填詞：MASAYA & IGOR
作曲、編曲：MASAYA
主唱：Retro G-Style

### 各話列表
| 話數 | 日文標題                   | 中文標題               | 劇本 | 分鏡 | 演出 | 作畫監督 |
| ---- | -------------------------- | ---------------------- | ---- | ---- | ---- | -------- |
| 1    | 新たなる敵                 | 全新的敵人             |      |      |      |          |
| 2    | 謎のブレーダーハンターたち | 迷樣的陀螺戰士         |      |      |      |          |
| 3    | 見えない聖獣               | 看不見的聖獸           |      |      |      |          |
| 4    | 恐るべきIQブレーダー       | 恐怖的高IQ陀螺戰士     |      |      |      |          |
| 5    | よみがえる、カイ           | 小凱重現江湖           |      |      |      |          |
| 6    | 脅威のマグトラム           | 深具威脅的磁性加速器   |      |      |      |          |
| 7    | 仕組まれた挑戦             | 計謀挑戰               |      |      |      |          |
| 8    | 復活！BBAチーム            | BBA隊復活              |      |      |      |          |
| 9    | 密林のバトルスタジアム     | 叢林中的戰鬥台         |      |      |      |          |
| 10   | 暗闇の激突                 | 黑暗中的衝突           |      |      |      |          |
| 11   | ja\|孤島の大決戦           | 孤島大決戰             |      |      |      |          |
| 12   | 吠えろ！ドランザー         | 咆哮吧！烈焰飛鳳       |      |      |      |          |
| 13   | 掟やぶりのベイバトル       | 沒有規則的陀螺大戰     |      |      |      |          |
| 14   | ja\| 作られた聖獣          | 創造出來的聖獸         |      |      |      |          |
| 15   | 聖獣を見てみたい！         | 我好想看看聖獸         |      |      |      |          |
| 16   | サイバーブレーダーの悲劇   | 超自然隊陀螺戰士的悲劇 |      |      |      |          |
| 17   | 宿命のプレリュード         | 宿命前奏曲             |      |      |      |          |
| 18   | 再会のケイン               | 再見面的凱恩           |      |      |      |          |
| 19   | それぞれの戦い             | 各自既戰鬥             |      |      |      |          |
| 20   | 明日への決意               | 明天的目標             |      |      |      |          |
| 21   | バトルタワーの陰謀         | 戰鬥塔的陰謀           |      |      |      |          |
| 22   | ドラシエルの危機           | 堅甲戰龜的危機         |      |      |      |          |
| 23   | 約束のバトルフィールド     | 約定在戰地風雲         |      |      |      |          |
| 24   | 霧の中の幻                 | 霧中的幻影             |      |      |      |          |
| 25   | 電撃聖獣No.4               | 第四個聖獸             |      |      |      |          |
| 26   | 戦慄のサイバー             | 不寒而慄的網路         |      |      |      |          |
| 27   | 暴走タワーの最期           | 爆走塔的末日           |      |      |      |          |
| 28   | ニューヨーク 謎の石版      | 紐約的神秘石版         |      |      |      |          |
| 29   | マックス 友の叫            | 馬克斯友情的呼喚       |      |      |      |          |
| 30   | よみがえる石板の力         | 版的力量甦醒了         |      |      |      |          |
| 31   | 石板聖獣襲撃！             | 石版聖獸襲擊！         |      |      |      |          |
| 32   | 忘れかけた魂               | 遺忘的精神             |      |      |      |          |
| 33   | セント・シールズ           | 神封一族               |      |      |      |          |
| 34   | 物陰からスパイダー         | 躲在暗處的陀螺戰士     |      |      |      |          |
| 35   | 姿なき刺客                 | 無蹤無影的陀螺戰士     |      |      |      |          |
| 36   | マックスとマリアム         | 馬克斯與瑪麗安         |      |      |      |          |
| 37   | 戦場の遊園地               | 遊樂園戰場             |      |      |      |          |
| 38   | 因縁のスパークバトル       | 因緣的閃亮戰鬥         |      |      |      |          |
| 39   | 絆とプライド               | 牽絆與驕傲             |      |      |      |          |
| 40   | 友情の証                   | 友情的證據             |      |      |      |          |
| 41   | 突然のサヨナラ             | 突然的再見             |      |      |      |          |
| 42   | 悪のパーツ狩り             | 惡魔的零件獵人         |      |      |      |          |
| 43   | カイのリベンジバトル       | 小凱的復仇戰鬥         |      |      |      |          |
| 44   | 波乱の世界戦前夜           | 充滿波折的世界戰前夕   |      |      |      |          |
| 45   | 開幕!ゼオVSオズマ          | 開幕！賽歐出戰奧士摩   |      |      |      |          |
| 46   | 黒と白の魔の手             | 黑白魔掌               |      |      |      |          |
| 47   | 解き放たれた悪意           | 完全釋放的惡意         |      |      |      |          |
| 48   | 激震のバトルノイズ         | 激湯的戰鬥雜音         |      |      |      |          |
| 49   | タカオVSカイ 友情の戦い    | 小龍與小凱友情的戰鬥   |      |      |      |          |
| 50   | 史上最大の決勝戦           | 史上最大的決戰         |      |      |      |          |
| 51   | 宿命のラストバトル         | 宿命的最後一戰         |      |      |      |          |

## 爆旋陀螺劇場版  激戰！小龍VS大地
| 標題                            | 日文                                                   | 上映日期      | 原作     | 脚本                         | 主題曲(片頭曲)                                   | 歌手                             | 主題曲 (片尾曲) | 歌手         | 票房    | 備註                                         |
| ------------------------------- | ------------------------------------------------------ | ------------- | -------- | ---------------------------- | ------------------------------------------------ | -------------------------------- | --------------- | ------------ | ------- | -------------------------------------------- |
| 爆旋陀螺劇場版 激戰！小龍VS大地 | 爆転シュート ベイブレード THE MOVIE 激闘!!タカオVS大地 | 2002年8月17日 | 青木孝夫 | 竹内啓雄、福嶋幸典、三浦浩児 | 「ビクトリア」 作詞：松木悠 / 作曲、編曲：MASAKI | 主唱：ダイナマイトSHU （真崎修） | 「ポロポロ」    | 主唱： 花*花 | 4億日圓 | 第三作 爆旋陀螺G 中的皇大地於劇場版首次登場! |

## 爆旋陀螺G
《爆旋陀螺G世代》（爆転シュート ベイブレード Gレボリューション）是爆旋陀螺系列第三部（G-REVOLUTION），《爆旋陀螺2》的續篇及爆旋陀螺最終作，由日本アニメディア製作，日本由東京電視台播出，香港譯為《爆旋陀螺G世代》，並改由有線電視於2005年3月29日播放。

### 登場角色
木之宮龍
#日本隊（BBA隊）參照。
使用的陀螺：龍騎士G(港：青龍銀河聖獸) → 龍騎士GT(港：青龍銀河Turbo聖獸) → 龍騎士MS(港：青龍金屬風暴)
火渡凱
#日本隊（BBA隊）參照。
使用的陀螺：烈焰飛鳳V2(港：火山朱雀聖獸2) → 烈焰飛鳳G(港：朱雀叉戟聖獸) → 烈焰飛鳳GT(港：朱雀叉戟Turbo聖獸) → 烈焰飛鳳MS(港：怒火朱雀聖獸)
金李
#日本隊（BBA隊）參照。
使用的陀螺：銀牙烈虎V2(港：爆裂白虎聖獸2) → 銀牙烈虎G(港：白虎加特林聖獸) → 銀牙烈虎MS(港：白虎金屬猛擊)
水原馬克斯
#日本隊（BBA隊）參照。
使用的陀螺：堅甲戰龜V2(港：暗黑玄武聖獸2) → 堅甲戰龜G(港:玄武重力聖獸) → 堅甲戰龜MS
立花尋美
#無敵爆旋陀螺參照。
土門喬
#日本隊（BBA隊）參照。
皇大地
配音：永澤菜教（日本）；王瑞芹／錢欣郁（劇場版）（台灣）；譚淑嫻（香港）
使用的陀螺：黃金龍騎士S → 黃金龍騎士V(劇場版)、黃金龍騎士V → 黃金龍騎士G → 黃金龍騎士MS(G)，聖獸：黃龍
參加隊伍：BBA-REVOLUTION（G）→G-REVOLUTION
一個充滿活力和鬥志的小孩，初登場於劇場版，後與主要故事一同發展。在劇場版與主要故事中發誓要贏過小龍，一心一意只想跟小龍決勝負。出生於深山，劇場版中提及父親為保護工人而不幸遭落下的堆木壓死，臨終前將黃金龍騎士交給大地，大地答應父親一定要成為日本第一的陀螺戰士，所以每樣事都要成為第一。陀螺與青龍聖獸同屬攻擊形，特點亦相近，初始系列為日本小學館漫畫雜誌限定版，第二系列是電影會場發售版，其後系列是一般上市發售。
| 次序   | G-REVOLUTION | BEGA     | 結果                   |  |  |  |  |
| 1      | 大地         | 敏敏     | 敗北                   |  |  |  |  |
| 2      | 金李         | 摩賽斯   | 敗北                   |  |  |  |  |
| 3      | 馬克斯       | 密斯特爾 | 平手                   |  |  |  |  |
| 4      | 小凱         | 布魯克林 | 勝利                   |  |  |  |  |
| 5      | 小龍         | 葛倫     | 勝利                   |  |  |  |  |
| 延長賽 | 小龍         | 布魯克林 | 毫無勝負（推測為勝利） |  |  |  |  |

#### PPB群星隊
- 利克．安德森(リック・アンダーソン)   (聲優：室園丈裕)

使用的陀螺：全能巨石
於第三季中新登場的角色。雖然是只在貧民窟之類的地方進行街頭戰鬥的業餘陀螺戰士，但實力遠遠超過屬於正規選手的麥克他們。被茱蒂挖掘，作為PPB 群星隊的一員參加世界大賽。總是隨身攜帶一台收音機，自由隨性不受拘束，十足的自我主義派。因為平常都是進行街頭戰鬥的關係，所以實戰經驗非常豐富。陀螺的力量在世界大賽中也是數一數二的。在Justice5戰，對於想要捨棄自己防禦型風格的馬克斯說出『你若改變作風，就等於否定了一路走來的自己。』而讓馬克斯更加堅信唯有相信自己與堅甲戰龜才能獲勝。某種意義上來說是最了解馬克斯的人。被小凱稱呼為「牛」。

#### 白虎族
#中國隊參照。

#### 新潮流隊
#俄羅斯隊參照。

#### F·尚葛雷
- 羅梅洛

F·尚葛雷的總監，留著一頭黃色長捲髮，為人幽默風趣，最後他在碼頭倉庫開導小凱，讓他得以順利向布魯克林雪恥。
- 茱莉亞

使用的陀螺：閃電飛天馬 紫紅色(含飛馬聖獸)
- 樂兒

使用的陀螺：烈焰飛天馬 藍色(含飛馬聖獸)

#### 巴爾特滋索達
世界大賽的參賽隊伍之一，實際為BEGA送進來的測試隊伍。據尤里表示，渥魯高夫本想以此隊伍向戰鬥陀螺界宣揚BEGA的實力，可惜卻因為與小龍的戰鬥而失敗。
- 巴爾特滋

隊伍的監督，實際為渥魯高夫派來的幹部。
- 米海爾

使用的陀螺：死神戰將 (含死神聖獸)
為擅長使用小手段來贏得勝利，最後在與小龍的戰鬥中了解真理，靠自己的力量全力戰鬥。
- 馬契爾妲

使用的陀螺：刺甲戰士 (含刺蝟聖獸)
在巴爾特滋督導的設計中，使用陀螺自體崩壞來破壞大地的黃金龍騎士V。
- 克勞德

使用的陀螺：殺手雙頭鷹 (含老鷹聖獸)
- 阿隆

使用的陀螺：衝擊山豬 (含野豬聖獸)

#### BEGA聯盟
渥魯高夫創辦的戰鬥陀螺職業聯盟
- 布魯克林

使用的陀螺：戰神/宙斯 (含戰神聖獸)
天才型陀螺戰士，BEGA的秘密武器、王牌與主將，外號「戰鬥陀螺的天之驕子」，在陀螺對決中從來沒有戰敗，必殺技為黑暗之王。早年被同齡小孩遺棄，因此出現了雙重人格，一面是善良，另一面是邪惡的。他出現初期隱藏實力，沒有任何訓練紀錄，原因並不是他懶惰，而是沒有需要。不論是甚麼對手，他都能輕易打敗，天生的直覺令他能準確預知陀螺的動向，對於一些經過長期奮鬥的陀螺選手（例如小凱），對付他有如墮進地獄中。
- 葛倫‧傑徳巴爾特

使用的陀螺：太陽神/阿波羅 (含太陽神聖獸)
努力型陀螺戰士，BEGA的副將，實力僅次於布魯克林，初次戰鬥時在一瞬間擊敗波里斯與賽爾凱，爾後尤里向他展開對決，結果慘遭擊敗，必殺技為神力閃電。個性冷靜謹慎，在運動家族長大，從小就接受運動的英才教育，非常有上進心。大哥是大聯盟三冠王；二哥是F1賽車手冠軍，姐姐是溫布頓網球冠軍。對自己的要求甚高，是個完美主義者，為了家族名譽而戰，希望自己成為戰鬥陀螺的世界第一。戰鬥模式是先接受對手的攻擊，之後才開始抓住先機反擊。認為運動沒辦法勝利就沒有任何意義，認為因為好玩就玩戰鬥陀螺的是弱者。最後因為光明正大的敗給小龍而認清戰鬥的本身，認為戰鬥本身就是一種樂趣。
- 密斯特爾

使用的陀螺：深海巨龍/波賽頓 (含海神聖獸)
初登場於白虎族的村子，能跳到很高的地方，動作非常敏捷，就像一隻會飛的鳥。用陀螺將枇杷打下來，連金李都驚嘆。必殺技是大海魚叉擊，發射器是彈弓，運用風化為力量。
- 摩賽斯

使用的陀螺：機甲聖獸/海格力斯 (含半神聖獸)
身材高大壯碩且皮膚黝黑的男子，必殺技為神力戰斧。陀螺發射器也不是一般人拿得動的，而陀螺的力量也是相當驚人的。位了生病的妹妹而拼命，希望當個職業的陀螺選手，賺很多錢醫治妹妹的病，是個好哥哥。
- 敏敏

使用的陀螺：女神/維納斯 (含女神聖獸)
小喬非常崇拜的偶像歌手。發射器在她的麥克風。擅長使用環境幻化術，必殺技為女神的誘惑，利用聖獸的力量改變對手的視覺環境，讓對手彷彿處在花花世界中，鬆懈心防，因而遭到突然的攻擊而戰敗。本身為雙重人格，當發揮戰鬥技能時，另一個成熟的性格會出現進行戰鬥。
- 木之宮仁

#日本隊（BBA隊）參照。
- 烏拉吉米魯‧渥魯高夫

#俄羅斯隊參照。

### 主題曲
片頭曲
「僕らの時代へ -go ahead-」（使用話數：第1話－第31話）
填詞：うらん
作曲、編曲：MASAKI
主唱：木ノ宮タカオ（くまいもとこ）
「Identified」（使用話數：第32話－最終話）
填詞：渡辺美佳
作曲：池田智宣
編曲：TATOO
主唱：Springs
片尾曲
「OH YES!!」（使用話數：第1話－第17話）
填詞：うらん
作曲、編曲：大久保薰
主唱：SISTA with YUKA
「風の吹く場所」（使用話數：第18話－第31話、最終話）
填詞：川島茉樹代
作曲、編曲：YOHEY TSUKASAKI
主唱：川島茉樹代
「Sign of Wish」（使用話數：第32話－最終話）
填詞：オオヤギヒロオ、河合紳一
作曲：オオヤギヒロオ
編曲：YOHEY TSUKASAKI
主唱：川島茉樹代

### 各話列表
| 話數 | 日文標題                   | 中文標題           | 劇本 | 分鏡 | 演出 | 作畫監督 |
| ---- | -------------------------- | ------------------ | ---- | ---- | ---- | -------- |
| 1    | タカオ、勝負だ！           | 小龍，一決勝負吧   |      |      |      |          |
| 2    | 友達じゃねえ！             | 我們不是朋友       |      |      |      |          |
| 3    | オレには勝てん             | 你嬴不了我         |      |      |      |          |
| 4    | オレの道はオレが決める     | 我決定自己要走的路 |      |      |      |          |
| 5    | 100年早いぜ！              | 一百年以後再說     |      |      |      |          |
| 6    | カイしかいねえ！           | 除了小凱，別無他人 |      |      |      |          |
| 7    | オマエしだいだ             | 就看你的了         |      |      |      |          |
| 8    | 合宿じゃねえ！             | 這不是集訓         |      |      |      |          |
| 9    | 1＋1は無限大だぜ！         | 一加一等於無限大   |      |      |      |          |
| 10   | まとめてきやがれ！         | 你們一起上吧       |      |      |      |          |
| 11   | オレが悪いんじゃねえ！     | 我並沒有錯         |      |      |      |          |
| 12   | 逆転劇の幕開けだ           | 逆轉劇已開幕       |      |      |      |          |
| 13   | キョウジュはキョウジュだ！ | 小喬就是小喬       |      |      |      |          |
| 14   | オレにやらせろ！           | 讓我上場比賽       |      |      |      |          |
| 15   | パートナーだろ！？         | 我們是夥伴吧       |      |      |      |          |
| 16   | 邪魔するな！               | 不要妨礙我         |      |      |      |          |
| 17   | 気をつけろ、大地           | 小心啊，大地       |      |      |      |          |
| 18   | いい顔してるね！           | 自信的表情         |      |      |      |          |
| 19   | NOーーーッ！               | NO～！             |      |      |      |          |
| 20   | 負けるなよ…タカオ          | 不要輸了！小龍     |      |      |      |          |
| 21   | ダサダサだぜ！             | 你太遜了           |      |      |      |          |
| 22   | アンタなら勝てる！         | 你一定會嬴         |      |      |      |          |
| 23   | まだだ…！                  | 還沒有呢           |      |      |      |          |
| 24   | パワー全開だ！             | 力量全開           |      |      |      |          |
| 25   | GOーーーッ！               | GO                 |      |      |      |          |
| 26   | よっしゃー！               | 好                 |      |      |      |          |
| 27   | 最高に面白いぞ！           | 精采的表演         |      |      |      |          |
| 28   | まだかよ？                 | 還沒好嗎           |      |      |      |          |
| 29   | オレならここだ             | 我在這裡           |      |      |      |          |
| 30   | 終わりじゃねえ！！         | 未完的結局         |      |      |      |          |
| 31   | じゃあな！                 | 再見了             |      |      |      |          |
| 32   | わけわかんねえ！           | 我搞不懂           |      |      |      |          |
| 33   | あやまれ！                 | 快道歉             |      |      |      |          |
| 34   | キミの名は？               | 你叫什麼名字       |      |      |      |          |
| 35   | おまえに会えよてかったぜ   | 很高興見到你       |      |      |      |          |
| 36   | ふざけるな！}}             | 開什麼玩笑         |      |      |      |          |
| 37   | 1000%だ！}}                | 百分之一千         |      |      |      |          |
| 38   | 地獄を見るぞ！             | 會看到地獄喔       |      |      |      |          |
| 39   | BBAの最終兵器              | BBA的最終武器      |      |      |      |          |
| 40   | ギブアップか？             | 要放棄了嗎         |      |      |      |          |
| 41   | なんのつもりだ             | 到底想怎麼樣       |      |      |      |          |
| 42   | ミスターXだ！              | X先生              |      |      |      |          |
| 43   | アーユーレディ？           | ARE YOU READY      |      |      |      |          |
| 44   | 絶対に勝つ！               | 絕對要贏           |      |      |      |          |
| 45   | OK！                       | OK                 |      |      |      |          |
| 46   | トレビア〜ン！             | 好極了             |      |      |      |          |
| 47   | えっ！？                   | 什麼               |      |      |      |          |
| 48   | 愛だ…！                    | 就是愛             |      |      |      |          |
| 49   | アチョーーー！             | 看我的             |      |      |      |          |
| 50   | この負け犬が！             | 你這隻喪家犬       |      |      |      |          |
| 51   | ウザいんだよ！             | 吵死了             |      |      |      |          |
| 52   | GO！シュート！             | GO 射擊            |      |      |      |          |

## 推出產品
最主要的是爆旋陀螺系列：由初代的四層設計，（戰神蓋—攻擊環—重力輪（又稱重力環）—軸心—底部盤）至最後系列的以金屬配件組合而成的MS系列。
當中經過系列有:
- 初代(H系統，又稱一般系統，迴轉齒輪和底部盤是合在一起)
- 初代
- S系列(由這代開始出現A系統，五層結構，迴轉齒輪、底部盤分開)
- F系列
- V系列(這代有磁力系統)
- V2系列
- G系列(由此代開始，能量齒輪取代了迴轉齒輪，能量齒輪可以突然增加陀螺的迴轉速度或是用離心力加強持久力)
- GT系列 (能量齒輪內的結構可以切換)
- HMS系列(一半體積，雙倍重量，四層結構，戰神蓋具鎖緊陀螺的作用，沒有迴轉齒輪，所以左右迴轉皆可出現，發射的轉速是前作的1·5倍至2倍)大部分的結構以金屬造成，取代了以往以塑膠為主的結構。

陀螺的類型有攻擊型、防禦型、持久型和平衡型。
攻擊型的陀螺擁有寬闊的攻擊環，並有三尖八角的摩擦面，底部平寬，其重量較輕，很容易製造出高迴轉力，走動的速度很快，所以有很強的攻擊力，可是防禦力和持久會大幅減弱。
除主要角色的陀螺外，TAKARA亦推出了很多非主流角色或沒有有角色配搭的陀螺，大大豐富了陀螺的種類。
除陀螺系列外，爆旋陀螺亦曾推出過卡牌、手提及電視遊戲，平台為GBC，GBA，PS及GC。

## 外部連結
- （日語）緯來綜合台戰鬥陀螺G中文官網[永久]
- （日語）民視戰鬥陀螺V中文官網
- （英文）戰鬥陀螺官方網頁 （页面存档备份，存于）
- （日語）d-rights 戰鬥陀螺官方網頁 （页面存档备份，存于）
- （日語）TAKARA 戰鬥陀螺官方網頁 （页面存档备份，存于）
- （日語）Tv Tokyo 戰鬥陀螺官方網頁

1. ↑  . （原始内容存档于2002-06-04）.